# Die Asse der stählernen Adler
Die Asse der stählernen Adler ist ein US-amerikanischer Actionfilm und die zweite Fortsetzung von Der stählerne Adler. Die Regie übernahm im Gegensatz zu den anderen Teilen der Reihe nicht Sidney J. Furie, sondern John Glen.

## Handlung
Der ehemalige US Air Force Colonel Charles „Chappy“ Sinclair und seine Freunde Leichmann, Palmer, sowie der Japaner Horikoshi betreiben eine Flugschau mit klassischen Kampfflugzeugen aus dem Zweiten Weltkrieg; in ihrer Show simulieren sie historische Luftschlachten. Als Chappy eines Tages die Nachricht erhält, dass sein jüngerer Freund Ramon Morales über dem Golf von Mexiko mit seinem Jet abgestürzt und dabei ums Leben gekommen ist, wird er zur Lethridge Air Force Base in Brownsville, Texas einberufen, wo er die Überreste von Ramons Flugzeug untersuchen soll. Chappy erwähnt, dass Ramon noch eine Schwester namens Anna hat, und dass sein Vater Bürgermeister eines kleinen peruanischen Dorfes ist. Während der Untersuchung stellt sich heraus, dass Ramon in Wahrheit abgeschossen wurde, als er in den Zusatztanks seines Jets mehrere Kilogramm Kokain transportierte.
In dem peruanischen Dorf Izquitos betreibt der Altnazi Gustav Kleiss ein Drogenkartell und hält Ramons Schwester Anna als Geisel. Dabei wird Kleiss im Geheimen von USAF-General Simms unterstützt. Dieser verspricht sich durch den Coup eine ordentliche Pension, nachdem er darüber in Kenntnis gesetzt wurde, dass seine Airbase kurz vor der Schließung steht. Als das Kartell damit beginnt, die Drogen mit der Hilfe von Simms in die Vereinigten Staaten zu schmuggeln, gelingt Anna die Flucht aus ihrem Gefängnis und sie schleicht sich an Bord des Frachtflugzeugs. In Lethridge angekommen trifft sie auf Chappy, der ihr mitteilt, dass Ramon getötet wurde. Anna bittet ihn um Hilfe, da Kleiss angeordnet hat, ihren Vater und alle Dorfbewohner innerhalb von vier Tagen töten zu lassen. Chappy trifft sich mit dem DEA-Agenten Warren Crawford, welcher ihm seine Hilfe zusichert, wenn Anna den genauen Standort des Kartells vorweisen kann.
Mitten in einer Flugshow wird Chappys P-38 Lightning stark beschädigt, nachdem Leichmanns Bf-109 sabotiert und mit scharfer Munition bestückt wurde. Nur durch eine gut ausgeführte Notlandung schafft es Chappy dem Tod zu entgehen. Chappy erkennt, dass ihn jemand aus der Air Force beseitigen will. Er und sein Team eilen zu Anna, die ihnen den Standort von Kleiss’ Kartell preisgibt. Diese Informationen werden Agent Crawford zugespielt, welcher auf den Überwachungskameras jedoch nichts Verdächtiges entdecken kann. Nach Ramons Beerdigung entscheiden sich Chappy und seine Freunde ohne Unterstützung von offizieller Seite nach Peru zu fliegen. Zuvor kann Chappy den Flugschau-Promotor Stockman davon überzeugen, ihnen die vier alten Kampfflugzeuge zu überlassen und verspricht ihm, die Maschinen ohne einen Kratzer zurückzubringen. Für diese Mission werden die Flugzeuge mit lasergelenkten Raketen nachgerüstet, welche auf die Ziele treffen sollen, die Anna vor Ort mit Lasern beleuchten soll.
Als Anna und Stockman in Peru landen, müssen sie feststellen, dass sich Annas Vermieter Tee Vee heimlich als blinder Passagier an Bord des Flugzeugs geschlichen hat. Die Mission gerät schließlich in Gefahr, als Tee Vee vom Kartell erwischt wird und ihnen die Laser-Zielgeräte abgenommen werden. Kleiss ordnet daraufhin an, seine Kampfflugzeuge zu starten, damit sie die vier Veteranen vom Himmel holen. Während es den vier Fliegerassen letztlich mit raffinierten Tricks gelingt, die feindlichen Jets abzuwehren, dringt Anna zur selben Zeit bis ins Gefängnis vor und schafft es Tee Vee zu befreien und sich anschließend die Laser-Zielgeräte zurückzuholen. Indessen wird Palmers Spitfire von einem Feindflugzeug getroffen und stürzt ab, doch Chappy gelingt es schließlich die Drogenfabrik zu zerstören. Als General Simms versucht sich mit Drogen im Wert von 50 Millionen Dollar in einer Transportmaschine der US Air Force aus dem Staub zu machen, treffen Warrens DEA-Hubschrauber ein, um die Asse zu unterstützen. Nach einigen Kämpfen hilft Anna den Dorfbewohnern und bringt sie sicher in einer Kirche unter, nur um dann herauszufinden, dass dort Unmengen von Sprengstoff platziert wurden. Bevor es zur Explosion kommt kann Anna mit den Dorfbewohnern fliehen. Dabei wird der Drogenboss getötet.
Chappy und Horikoshi haben Simms inzwischen eingeholt und sind ihm dicht auf den Fersen. Nachdem Horikoshis Mitsubishi Zero schweren Schaden davongetragen hat, startet er einen Kamikazeangriff und zerstört somit das Frachtflugzeug. Schließlich greift Kleiss mit einem Prototyp der Me 263 in das Geschehen ein und schießt Leichmann ab, der sich aber rechtzeitig retten kann. Chappy kann Kleiss allerdings ausmanövrieren und zerstört den Prototyp. Zuvor steigt Kleiss aus seinem Jet und landet mit dem Fallschirm im Dschungel, wo er auf Anna trifft und diese zu bestechen versucht. Doch ohne es zu ahnen, tritt Kleiss in eine Falle und stirbt.
Zurück in Texas feiern Chappy, Anna und die überlebenden Asse ihren Sieg bei einem Grillabend. Stockman informiert Chappy darüber, dass ihm die Air Force eine Flotte von eingemotteten F-86 Sabres gegeben hat, damit er über den Vorfall mit dem Kartell stillschweigen bewahrt. Außerdem bekommt Chappy die P-38 Lightning zum Geschenk. Zu Ehren von Horikoshi entscheidet er sich, seiner P-38 den Namen „Aufgehende Sonne“ zu geben.

## Kritiken
„Routiniert inszenierter, effektvoller Actionfilm, der ein fatales Männlichkeitsideal beschwört, das auch durch komödiantische Einlagen nicht entschärft, sondern bis über die Schmerzgrenze hinaus heroisch gezeichnet wird.“

## Sonstiges
Im Film wird die Bf-109 von einer P-51B Mustang dargestellt. Das Raketenflugzeug Me 263 gab es nur als Prototyp. Im Film wird sie von einer modernen amerikanischen Scaled Composites ARES dargestellt, die zwar eine interessante Konstruktion ist, optisch und technisch aber keinerlei Ähnlichkeit mit einer Me 263 hat.
Der Film ist voller historischer und technischer Fehler. Peru liegt zum Beispiel weit von den USA entfernt und keines der alten Flugzeuge hätte dafür die notwendige Reichweite gehabt. Der Altnazi Gustav Kleiss ist stolz auf seinen Orden Pour le Mérite – den hätte er aber im Zweiten Weltkrieg gar nicht bekommen können, da er nur bis 1918 vom deutschen Kaiser verliehen wurde. Historisch korrekter wäre das Ritterkreuz gewesen.

## Belege
1. ↑  Die Asse der stählernen Adler. In: Lexikon des internationalen Films. Filmdienst, abgerufen am 2. März 2017.